# Alte Synagoge (Hameln)

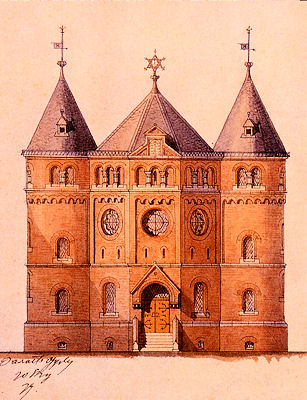
Entwurfszeichnung der Alten Synagoge in Hameln

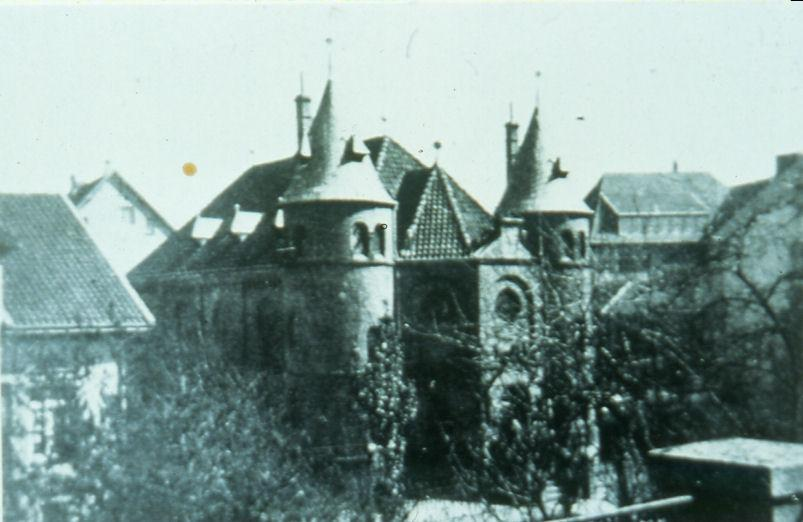
Foto der Synagoge, um 1900

Die Alte Synagoge in Hameln, einer Stadt im Landkreis Hameln-Pyrmont in Niedersachsen, wurde 1878/79 erbaut. Die Synagoge stand in der Bürenstraße.

## Beschreibung
Der monumentale Bau im neuromanischen Stil wurde nach Plänen des Architekten Edwin Oppler errichtet. Die Synagoge bot 300 Gottesdienstbesuchern Platz.
Beim Novemberpogrom 1938 wurde die Synagoge von Hamelner SA- und SS-Männern in Brand gesetzt. Die Nachbarhäuser wurden von der Feuerwehr geschützt. Das Synagogengebäude brannte bis auf die Grundmauern nieder. Die Ruine wurde kurz danach abgetragen.
Im Jahr 2001 erwarb die 1997 gegründete Liberale Jüdische Gemeinde Hameln das frühere Synagogengrundstück und errichtete darauf 2011 nach Plänen des Architekten Frank Taylor die Neue Synagoge Hameln.